# Revolta árabe de 1936–1939 na Palestina
A Revolta árabe de 1936–1939 na Palestina ou Grande Revolta Palestina foi uma rebelião popular nacionalista árabe contra o domínio colonial britânico e a imigração judaica em massa na área do Mandato Britânico da Palestina iniciada em abril de 1936 e que perdurou até agosto de 1939.
A revolta teve duas fases distintas. A primeira foi dirigida principalmente pela Alta Comissão Árabe, urbana e elitista, e se concentrou principalmente em torno de greves e outras formas de protesto político. Em outubro de 1936, esta fase havia sido derrotada pela administração civil britânica, mediante uma combinação de concessões políticas, diplomacia internacional (envolvendo os governantes do Iraque, Arábia Saudita, Transjordânia e Iémen) e a ameaça da lei marcial. A segunda fase, que começou no final de 1937, foi um movimento de resistência violento, liderado por camponeses que cada vez mais tinham como alvo as forças britânicas. Durante esta fase, a rebelião foi brutalmente reprimida pelo Exército Britânico e a Força de Polícia Palestina usando medidas repressivas que eram destinadas a intimidar a população árabe e minar o apoio popular à revolta.
De acordo com números oficiais britânicos que cobrem toda a revolta, o exército e a polícia mataram mais de 2 000 árabes em combate, 108 foram enforcados, e 961 morreram por causa de "gangues e atividades terroristas". Em uma análise das estatísticas britânicas, Walid Khalidi estimou 19 792 baixas para os árabes, com 5 032 mortos: 3 832 mortos pelos britânicos e 1 200 mortos por causa do "terrorismo", e 14 760 feridos. Mais de dez por cento da população adulta masculina árabe palestina entre 20 e 60 anos foi morta, ferida, presa ou exilada. As estimativas do número de judeus palestinos mortos variam de 91 a "várias centenas".
Embora a Revolta árabe de 1936-1939 na Palestina não tivesse sido bem sucedida, suas conseqüências afetaram o resultado da Guerra árabe-israelense de 1948.